# Guennadi Sardanashvili
Guennadi Sardanashvili (en ruso: Генна́дий Алекса́ндрович Сарданашви́ли; 13 de marzo de 1950 - 1 de septiembre de 2016) fue un físico teórico, científico investigador principal de la Universidad Estatal de Moscú.

## Biografía
Guennadi Sardanashvili se graduó en la Universidad Estatal de Moscú (MSU) en 1973 y obtuvo un doctorado. estudiante del Departamento de Física Teórica (MSU) en 1973 – 76, donde ocupó un cargo en 1976.
Obtuvo su doctorado. Licenciado en Física y Matemáticas por la MSU, en 1980, con Dmitri Ivanenko como supervisor y su D.Sc. Licenciatura en Física y Matemáticas por MSU, en 1998.
Guennadi Sardanashvili fue el fundador y editor jefe (2003 - 2013) de la Revista Internacional de Métodos Geométricos en Física Moderna (IJGMMP).
Fue miembro del Instituto de Investigación Lepage (Eslovaquia).

## Área de investigación
El área de investigación de Guennadi Sardanashvili es el método geométrico en mecánica clásica y cuántica, teoría de campos y teoría de la gravitación. Su principal logro es la formulación geométrica de la teoría de campos clásica y la mecánica no autónoma, que incluye:
- Teoría de la gravitación de calibre, donde la gravedad se trata como un campo de Higgs clásico asociado a una estructura de Lorentz reducida en una variedad mundial [2]
- Formulación geométrica de la teoría de campos clásica [3] y la teoría BRST de Lagrang [4] donde los campos clásicos están representados por secciones de haces de fibras y su dinámica se describe en términos de variedades de chorro y el bicomplejo variacional (teoría de campos clásica covariante)
- Teoría de campos hamiltoniana covariante (polisimpléctica), donde los momentos corresponden a derivadas de campos con respecto a todas las coordenadas mundiales [5]
- El segundo teorema de Noether en un entorno muy general de sistemas lagrangianos degenerados reducibles con grado de Grassmann en una variedad arbitraria [6]
- Formulación geométrica de la mecánica no autónoma clásica [7] y cuántica [8] en haces de fibras sobre {\displaystyle \mathbb {R} }
- Generalización de los teoremas de Liouville – Arnold, Nekhoroshev y Mishchenko – Fomenko sobre sistemas hamiltonianos completa y parcialmente integrables y superintegrables al caso de subvariedades invariantes no compactas [9]
- Cohomología del bicomplejo variacional de formas diferenciales graduadas de orden de chorro finito en una variedad de chorro de orden infinito.[10]

Ha publicado más de 400 trabajos científicos, incluidos 28 libros.

## Monografías seleccionadas
- Sardanashvily, G.; Zakharov, O. (1992), Gauge Gravitation Theory, World Scientific, ISBN 981-02-0799-9..

- Sardanashvily, G. (1993), Gauge Theory on Jet Manifolds, Hadronic Press, ISBN 0-911767-60-6..

- Sardanashvily, G. (1995), Generalized Hamiltonian Formalism for Field Theory, World Scientific, ISBN 981-02-2045-6..

- Giachetta, G.; Mangiarotti, L.; Sardanashvily, G. (1997), New Lagrangian and Hamiltonian Methods in Field Theory, World Scientific, ISBN 981-02-1587-8..

- Mangiarotti, L.; Sardanashvily, G. (1998), Gauge Mechanics, World Scientific, ISBN 981-02-3603-4..

- Mangiarotti, L.; Sardanashvily, G. (2000), Connections in Classical and Quantum Field Theory, World Scientific, ISBN 981-02-2013-8..

- Giachetta, G.; Mangiarotti, L.; Sardanashvily, G. (2005), Geometric and Algebraic Topological Methods in Quantum Mechanics, World Scientific, ISBN 981-256-129-3..

- Giachetta, G.; Mangiarotti, L.; Sardanashvily, G. (2009), Advanced Classical Field Theory, World Scientific, ISBN 978-981-283-895-7..

- Giachetta, G.; Mangiarotti, L.; Sardanashvily, G. (2011), Geometric formulation of classical and quantum mechanics, World Scientific, ISBN 978-981-4313-72-8..

- Sardanashvily, G. (2012), Lectures on Differential Geometry of Modules and Rings. Application to Quantum Theory, Lambert Academic Publishing, ISBN 978-3-659-23806-2..

- Sardanashvily, G. (2013), Advanced Differential Geometry for Theoreticians. Fiber bundles, jet manifolds and Lagrangian theory, Lambert Academic Publishing, ISBN 978-3-659-37815-7..

- Sardanashvily, G. (2015), Handbook of Integrable Hamiltonian Systems, URSS, ISBN 978-5-396-00687-4..

- Sardanashvily, G. (2016), Noether's Theorems. Applications in Mechanics and Field Theory, Springer, ISBN 978-94-6239-171-0..